# Santa Rosa Treinta
Santa Rosa Treinta es una localidad del estado mexicano de Morelos. Es parte del municipio de Tlaltizapán.

## Toponimia
El nombre «Santa Rosa» hace referencia a la santa patrona de la localidad: Rosa de Lima. El nombre «Treinta» proviene de la antigua «Hacienda de Treinta Pesos», la cual durante el periodo virreinal arrendaba sus tierras por un costo de treinta pesos.

## Demografía
| Gráfica de evolución demográfica |
|                                  |

| Censo | Población |
| ----- | --------- |
| 1921  | 452       |
| 1930  | 589       |
| 1940  | 772       |
| 1950  | 1 149     |
| 1960  | 1 598     |
| 1970  | 2 293     |
| 1980  | 2 452     |
| 1990  | 12 963    |
| 2000  | 15 692    |
| 2010  | 16 691    |
| 2020  | 17 186    |